# Mahmoud Al-Aswad
Mahmoud Al-Aswad, né le 14 septembre 2003 à Homs, est un footballeur international syrien. Il joue au poste de milieu de terrain avec Al-Karamah SC.

## Biographie

### En sélection
Il fait ses débuts en sélection en novembre 2022 lors d'une rencontre amicale contre le Venezuela.